# Agrotis rotroui
Agrotis rotroui là một loài bướm đêm trong họ Noctuidae.